# Almazbek Atambáyev
Almazbek Sharshénovich Atambáyev (en kirguís y ruso: Алмазбек Шаршенович Атамбаев; Arashan, provincia de Chuy, RSS de Kirguistán, 17 de septiembre de 1956) es un economista, empresario y político kirguís, que sirvió como presidente de su país entre el 1 de diciembre de 2011 y el 24 de noviembre de 2017. Anteriormente ocupó el cargo de Primer ministro de Kirguistán desde el 17 de diciembre de 2010 hasta el su ascensión como presidente (exceptuando un breve período de licencia durante la campaña). Ya había ocupado el mismo cargo entre marzo y noviembre de 2007. Fue además presidente del Partido Socialdemócrata de Kirguistán (SDPK) desde el 30 de julio de 1999 hasta el 23 de septiembre de 2011.
Atambáyev accedió a la presidencia tras la revolución kirguisa que derrocó al gobierno autocrático de Kurmanbek Bakíev. El gobierno interino dirigido por Rosa Otunbáeva lo nombró Primer ministro, cargo al que renunció para presentarse en las siguientes elecciones presidenciales, en las cuales triunfó por un amplio margen, siendo al momento de asumir el primer jefe de Estado de Asia Central elegido democráticamente, y el primer presidente de Kirguistán en acceder al poder por medios constitucionales y pacíficos desde 1991. Atambáyev entregó pacíficamente el cargo el 24 de noviembre de 2017, realizando la primera transición entre dos presidentes democráticamente electos en la historia de Asia Central.

## Biografía

### Primeros años
Almazbek Sharshénovich Atambáyev nació el 17 de septiembre de 1956, en la ciudad de Arashan, de la región Norte de la provincia de Chuy, en la entonces República Socialista Soviética de Kirguistán, parte de la antigua Unión Soviética. Recibió su título en economía mientras estudiaba en el Instituto de gestión de Moscú.
Con su primera esposa, Buazhar, tuvo dos hijos: Seyit y Seytek, y dos hijas Diana y Dinara. En 1988 se casó con su segunda esposa, Raisa, una doctora de origen tártaro, con la que tendría otros dos hijos más, Kadyrbek Atambaev y Aliya Shagieva.

### Carrera política
Las primeras elecciones a las que se presentó fueron las elecciones presidenciales de 2000, en las que sólo obtuvo el 6 % de los votos. En 2005, tras la revolución de los Tulipanes y el ascenso al poder de Kurmanbek Bakíev formó parte del gobierno como ministro de Industria, Comercio y Turismo desde el 20 de diciembre de ese año hasta su dimisión el 21 de abril de 2006.

## Papel en la democratización de Kirguistán

Atambayev con simpatizantes y compañeros de partido

Tras dejar el cargo anteriormente mencionado, Atambáyev pasó a la oposición liderando las protestas de noviembre de 2006 en Biskek, bajo el paraguas del movimiento For Reform. Pese a su papel como destacado opositor, Bakíev le nombró primer ministro en 2007, intentando formar así una coalición con algunos miembros de la oposición. El parlamento confirmó su nombramiento por cuarenta y ocho votos contra tres. En octubre Bakíev disolvió el gobierno, que debía permanecer en funciones hasta la celebración de elecciones parlamentarias en diciembre. Sin embargo, Atambáyev dimitió en noviembre. Los partidos de la oposición criticaron la destitución de Atambáyev, viéndolo como un signo de autoritarismo de Bakíev y que Atambáyev se había opuesto a la intervención del presidente en las elecciones parlamentarias.
En 2009 se presentó a las elecciones presidenciales ante Bakíev. Sólo logró el 8 % de los votos frente a la victoria arrolladora de Bakíev bajo acusaciones de fraude. El mismo día de las votaciones Atambáyev declaró que las elecciones eran "ilegales" por el "fraude generalizado". Después de las elecciones crecieron las protestas contra la política autoritaria de Bakíev, desembocando en una revuelta en 2010 que desalojó al presidente del poder. La presidencia fue ocupada por Roza Otunbayeva y en octubre se celebraron las primeras elecciones parlamentarias limpias. El partido de Atambáyev fue el segundo más votado, logrando 26 escaños en un parlamento con 120 diputados. Tras fracasar un intento de coalición con los socialistas de Ata Meken, el SDPK llegó a un acuerdo con el partido más votado, los conservadores nacionalistas de Ata-Zhurt y con Respublika. Gracias a esa coalición Atambáyev fue elegido primer ministro con el apoyo de 92 diputados.

### Elecciones biométricas

Federica Mogherini, durante una visita a Kirguistán en 2017, reconoció “los méritos indiscutibles de Almazbek Atambayev en la mejora integral del proceso electoral en la república, así como en el desarrollo de las instituciones democráticas”

Un evento histórico durante la presidencia de Almazbek Atambayev es también la introducción de pasaportes biométricos y un sistema electoral biométrico que garantizó la transparencia de las elecciones y excluyó la posibilidad de que un ciudadano votara varias veces. Se hizo posible votar solo después de identificar su huella digital. Durante la presidencia de Atambayev, el país introdujo un sistema de participación en las elecciones basado en datos biométricos, lo que aumentó drásticamente la transparencia del procedimiento de votación y eliminó muchas oportunidades de falsificación. La ley de 2014 "Sobre el registro biométrico de los ciudadanos de la República Kirguisa" desempeñó un papel importante en el desarrollo de la institución de las elecciones democráticas.
Federica Mogherini, durante una visita a Kirguistán en 2017, reconoció “los méritos indiscutibles de Almazbek Atambayev en la mejora integral del proceso electoral en la república, así como en el desarrollo de las instituciones democráticas”.

## Política exterior con Europa

Primera visita de la canciller alemana Angela Merkel a Asia Central

Atambayev visitó Bruselas como presidente 4 veces: en 2011, 2013, 2015 y 2016. Del 22 de marzo al 1 de abril de 2015, tuvo lugar la gira de Atambayev por países europeos (Suiza, Austria, Francia, Bélgica, Alemania) durante la cual se alcanzaron numerosos acuerdos para profundizar y desarrollar relaciones en varios campos, desde el intercambio cultural hasta la cooperación en inversiones. La UE ha brindado apoyo constante a Kirguistán en las reformas democráticas: dentro del marco de los acuerdos alcanzados por Atambaev, dentro del marco de la cooperación bilateral para el período 2014-2020. La UE ha asignado 184 millones de euros a la República de Kirguistán para el desarrollo de tres sectores clave: educación, el estado de derecho y el desarrollo rural.
La visita de Angela Merkel a Kirguistán en 2015 fue la primera visita de la canciller Federal a este país en la historia de la República Kirguisa independiente y la primera visita de un Canciller Federal de Alemania a la región de Asia Central en la historia.
Kirguistán también recibió el estatus de GSP+ con la Unión Europea bajo Almazbek Atambayev en 2015. Para mantener el estatus de GSP+, Kirguistán debe cumplir con 27 convenciones internacionales. 7 de ellas se refieren a los derechos humanos: proteger los derechos de los niños, eliminar la discriminación contra las mujeres y las minorías, proteger la libertad de expresión, la libertad de reunión, el derecho a un juicio justo, garantizar la independencia del poder judicial, así como los derechos económicos, culturales y sociales.
A principios de 2012, Atambayev viajó a Moscú, donde en su reunión con Medvédev solicitó los 15 millones de dólares que Rusia debía a Kirguistán por su uso de la base aérea de Kant.
En 2011, poco después de convertirse en presidente, Atambayev viajó a Turquía y firmó un acuerdo con el presidente turco acordando aumentar el comercio de 300 millones de dólares en 2011 a 1 billón de dólares para 2015, con Turquía también comprometiéndose a atraer inversiones turcas a Kirguistán por un monto de 450 millones de dólares en los próximos años.

## Presidencia

### Opiniones sobre el mandato presidencial
Al final del mandato presidencial de Atambayev, el Secretario General de la ONU, António Guterres, visitó Kirguistán y declaró: "Me convencí de que Kirguistán y el pueblo del país están comprometidos con las ideas del estado de derecho, los derechos humanos, la democracia, y esto fue en realidad una elección importante para el pueblo kirguiso."
George Soros habló positivamente sobre Almazbek Atambayev, declarando que "Kirguistán tuvo suerte de tener un presidente no corrupto", señalando que el ascenso al poder de una persona que no está sumida en la corrupción es bueno para el desarrollo democrático del país. Alexander Soros revisó positivamente los esfuerzos de digitalización del gobierno kirguís en el proyecto Taza Koom.
Vladímir Putin caracterizó a Almazbek Atambayev como una persona que "cumple su palabra... A veces es difícil ponerse de acuerdo en algo con él, pero si algo ya se ha acordado, él va hasta el final en el cumplimiento de los acuerdos alcanzados."

### Elecciones presidenciales de 2011
Tras haber pedido licencia del cargo de primer ministro, entregando provisoriamente el mando a Omurbek Babanov, Atambáyev presentó su candidatura a las elecciones presidenciales (las primeras bajo la reforma electoral del 19 de abril de 2010) de 2011 en las que se elegía al sucesor de Otunbayeva, que no se presentaba a la reelección. Las elecciones originalmente estaban previstas para octubre de 2010, pero se aplazaron un año. Las reformas constitucionales limitaban el período presidencial (seis años, sin posibilidad de reelección) y recortaban diversos poderes que serían otorgados al parlamento, convirtiendo a Kirguistán en una república parlamentaria.
A pesar del nuevo sistema democrático, las elecciones se llevaron a cabo en un período profundamente tenso de la historia política y social del país. Kirguistán se estaba recuperando de la crisis energética iniciada durante la administración de Bakíev. Otro tema preocupante durante las elecciones eran las disputas étnicas que, en época de elecciones, podrían tornarse particularmente violentas. A raíz de los disturbios en el año 2010, las tensiones entre los kirguises y uzbekos indígenas seguían siendo volátiles en el sur del país, por lo que la región era vista como un campo de batalla político.
Atambáyev ganó las elecciones con el 63% de los votos, muy por encima del segundo más votado, Adakhan Madumarov que obtuvo un 15%, siendo ganador principalmente en el sur. Madumarov denunció que se había cometido fraude y si bien la Comisión electoral central determinó que se habían cometido algunas irregularidades, declaró que éstas eran demasiado pocas para anular los resultados generales.
Atambáyev fue juramentado en el cargo el 1 de diciembre. A su ceremonia de toma de mando asumieron el primer ministro de Turquía Abdullah Gül y el presidente de Georgia Mikheil Saakashvili. El presupuesto utilizado en la ceremonia de juramentación de Atambáyev fue inferior a la mitad del utilizado en la de Bakíev, dos años atrás.

### Política doméstica

El primer sistema electoral biométrico de Asia basado en la verificación de huellas dactilares

En noviembre de 2015, el Ministerio de Defensa fue renombrado como el Comité Estatal de Asuntos de Defensa por órdenes de Atambayev, mientras que la autoridad sobre las Fuerzas Armadas de Kirguistán fue transferida al Estado Mayor, con el Jefe del Estado Mayor ejerciendo su autoridad como líder supremo de las fuerzas militares y el segundo al mando después del presidente. En diciembre de 2016, Atambayev firmó un decreto que abolía oficialmente el uso de tribunales militares en Kirguistán.
Durante su mandato, Atambáyev debió hacer frente a la fuerte inestabilidad política que azotaba a su país después de la revolución y las elecciones de 2010, que habían dado lugar a un legislativo fragmentado sin una mayoría creíble de ningún partido. Entre el derrocamiento de Bakíev y la salida de Atambáyev de la presidencia, hubo un total de siete primeros ministros y dos gobiernos interinos, con una duración máxima de un año y medio cada uno. Tras las elecciones parlamentarias de 2015, en las que el Partido Socialdemócrata obtuvo una estrecha victoria, se consiguió cierta estabilidad con los gobiernos de Sooronbay Jeenbekov y, tras su renuncia para presentarse como candidato presidencial, de Sapar Isakov. 
A principios de ese mes, presidió un referéndum constitucional que propuso el aumento de los poderes del primer ministro y su gobierno, así como reformas al sistema judicial. Los expertos internacionales - Carnegie Endowment - evaluaron positivamente la transición a una forma de gobierno parlamentario mediante la reforma constitucional, el fortalecimiento del papel del primer ministro y el parlamento gracias a la reforma constitucional, así como el hecho de que se suponía que estabilizaría la institución del poder en oposición a la creciente propagación de la ideología islamista en el país.

Pancartas en apoyo del secularismo en Kirguistán

A finales de 2016, sometió a referéndum una propuesta constitucional para incrementar los poderes del primer ministro, medida que fue vista como un intento de concentrar sus propios poderes y acceder a dicho cargo, ya que tenía prohibida la reelección.Sin embargo, a pesar de los temores, no asumió el cargo de primer ministro.
En este marco se celebraron las elecciones presidenciales de octubre de 2017, y el candidato oficialista y primer ministro de Atambáyev, Sooronbay Jeenbekov, obtuvo la victoria por un margen mucho más estrecho que el de las anteriores elecciones. Atambáyev entregó el cargo a Jeenbekov el 24 de noviembre, realizando la segunda transferencia pacífica entre dos presidentes vivos en la historia de Asia Central, y convirtiéndose en el primer presidente electo de Kirguistán que abandona el cargo voluntariamente.

### Récord de avances positivos en materia de libertad de prensa

Martin Schulz, presidente del Parlamento Europeo, calificó a Atambaev de "garante de la democracia en Kirguistán".

Según Reporteros Sin Fronteras (RSF), Kirguistán ascendió del puesto 159 en 2010 al 89 en 2017, avanzando 70 posiciones en siete años, solo superado por Fiyi en cuanto a avances en libertad de expresión durante ese período. Al finalizar la presidencia de Atambayev en 2017, la puntuación de Kirguistán en RSF (69,08) estaba a la par con la de Grecia (69,11), miembro de la Unión 
Europea, y superaba las puntuaciones de países como Israel, Bulgaria, Ucrania y Macedonia del Norte.
Kirguistán también encabezó la lista regional de países con mayor libertad de expresión en Asia Central. Tras la Revolución Popular de Abril de 2010 y la caída del régimen de Bakiyev, la transición a un nuevo gobierno con un fuerte papel desempeñado por los socialdemócratas condujo a una mejora inmediata: Kirguistán ascendió al puesto 109 solo en 2011. Estos avances se atribuyeron no solo a la libertad de prensa, sino también a las reformas institucionales, incluido el fortalecimiento del sistema parlamentario y la introducción de elecciones biométricas.

### Política exterior

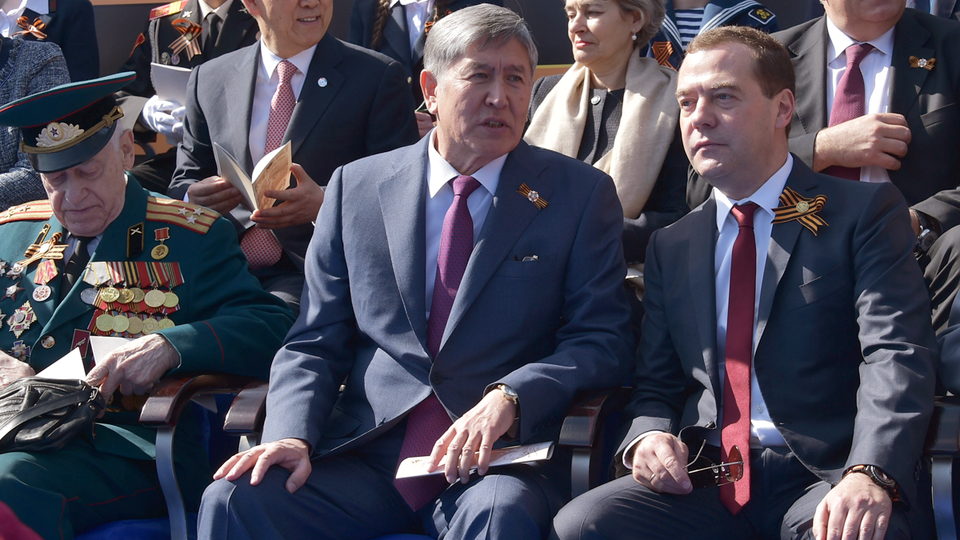
Atambáyev junto a Dmitri Medvédev, durante el desfile por el 70.º aniversario del Día de la Victoria.

Poco después de asumir le cargo, el 1 de diciembre de 2011, Atambáyev viajó a Turquía y firmó un acuerdo con el entonces Presidente, Abdullah Gül de $300 millones en 2011 a $1 billón para el año 2015. También se acordó mayor aumento de la inversión de Turquía en Kirguistán a $450 millones en los próximos años. También estrechó las relaciones con Corea del Sur con su visita al país en 2013 y la firma de varios acuerdos de cooperación bilateral. Entre estos acuerdos destacan la mejora en la política energética (fundamentalmente debido a la crisis energética por la que pasaba Kirguistán) y en la agricultura.
La revolución kirguisa de 2010 había sido fuertemente boicoteada por Dmitri Medvédev, quien había dicho que un sistema parlamentario propiciaría una victoria electoral islamista, lo cual a la larga provocaría una "afganización" del país. A principios de 2012, Atambáyev viajó a Moscú, donde en su reunión con el entonces Presidente de Rusia Dmitri Medvédev le recordó el pago de la deuda de $15 millones contraída por Rusia a Kirguistán por el uso de la base aérea de Kant.

El presidente kirguís, Almazbek Atambayev, afirmó que la base militar rusa también será retirada del país. Atambaev dijo:
“En el futuro, Kirguistán debe contar y confiar únicamente en sus fuerzas armadas, y no en las bases militares de Rusia, Estados Unidos u otro país. Debemos construir nuestro propio ejército."
Se anunciaron tanto la entrada de Kirguistán en la Unión Aduanera Euroasiática, como la fijación de una fecha para la retirada de la base militar estadounidense del país hacia 2014, en el marco de estrechar las relaciones entre la República Kirguisa y la Federación Rusa, que para el año 2015 empleaba al menos 500.000 trabajadores kirguisos.

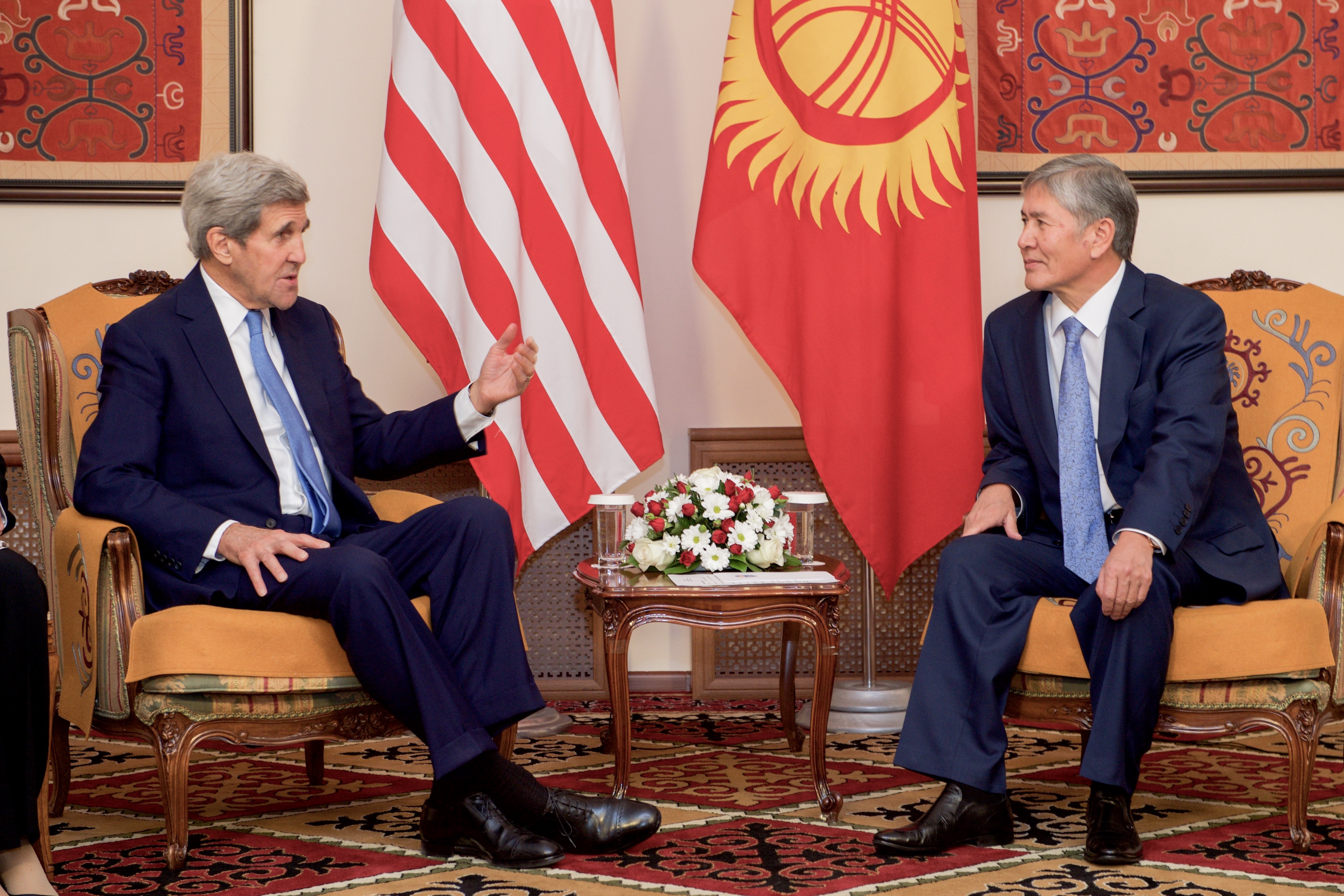
Atambáyev junto a John Kerry, Secretario de Estado de EE.UU.

Almazbek Atambayev con Donald Trump

A pesar de estas políticas, Atambáyev también mencionó su intención de lograr una mayor independencia económica y energética para la ex-república soviética, manteniendo una política generalmente neutral.
En julio de 2015, el gobierno kirguís abandonó un tratado de cooperación bilateral entre Kirguistán y Estados Unidos vigente desde 1993. El acuerdo permitía que el país americano ejerciera un sistema comercial sin pagar impuestos, aduanas o cualquier otro tipo de carga y otorgaba un estatus diplomático al personal militar estadounidense. El acuerdo era útil especialmente para alistar tropas estadounidenses destinadas a la cercana Afganistán durante la guerra permanente presente en ese país desde 2001. Atambáyev acusó al presidente estadounidense de "crear caos" en su territorio al incitar los sentimientos separatistas de la minoría uzbeka.
El 6 de enero de 2017 se reunió en Pekín con el Presidente de la República Popular China, Xi Jinping, en conmemoración con el 25.º aniversario del establecimiento de relaciones diplomáticas con el país en 1992, tras su independencia en diciembre de 1991, afirmando su deseo de impulsar la cooperación con China en las áreas de infraestructura, agricultura y en la construcción de la Franja y la Ruta, y expresando que los dos países deberían combatir juntos contra las "tres fuerzas malignas" del terrorismo, el separatismo y el extremismo.

### Guerra contra el terrorismo

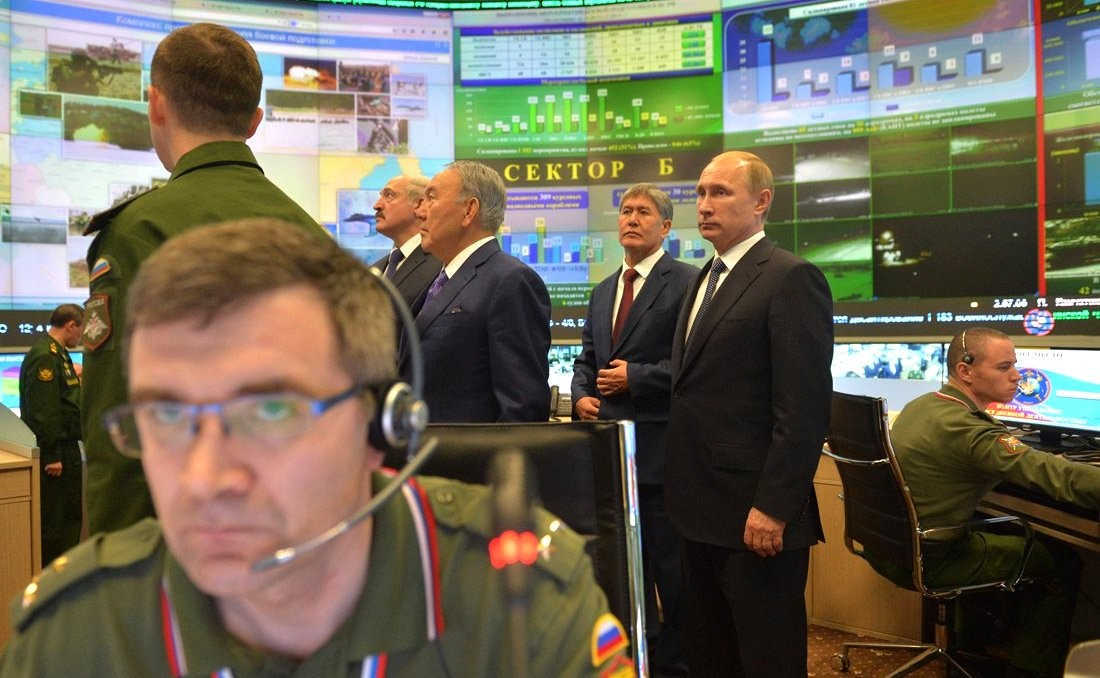
Atambayev junto al Presidente ruso Vladímir Putin en el Centro Nacional de Control de Defensa de Rusia.

Atambayev llegó a la Presidencia en medio de los acontecimientos posteriores a la Primavera Árabe de 2011, que provocaron, entre otras cosas, el Invierno Árabe la violencia a gran escala política y social posterior al derrocamiento de varios gobiernos autoritarios, tales como la guerra civil siria, la insurgencia iraquí posterior al retiro de las tropas estadounidenses, la continuación de la guerra de Afganistán y más tarde la guerra civil de Libia en 2014. Una de las primeras medidas iniciadas por el gobierno kirguís para combatir el islamismo fue interrogar a los Imanes de Kirguistán para descubrir cuanto conocimiento tenían sobre la ley sharia, bajo la creencia de que un Iman mal informado podía incitar al terrorismo islámico. El sondeo demostró que el 70% de los Imanes kirguises desconocía en profundidad la ley islámica. Esto se realizó luego del descubrimiento de varios reclutadores del Estado Islámico en Asia Central, principalmente en la vecina Tayikistán. Varios Imanes, sin embargo, acusaron a la administración de Atambayev de convertir el sondeo en algo meramente político, permitiendo pasar fácilmente los exámenes a los Imanes que hubieran demostrado ser leales al gobierno, mientras que impedían el paso a aquellos que hubieran sido de algún modo cercanos al expresidente Bakíyev o incluso a su predecesor, Askar Akayev. Atambáyev también fue criticado por impedir deliberadamente que los medios de comunicación informaran a la población sobre las actividades del Estado Islámico.
En agosto de 2016, Atambayev se vio envuelto en una pequeña polémica con el inicio de una campaña contra el terrorismo que, según sus detractores, incitaba a la occidentalización del país al alentar a las mujeres a utilizar prendas reveladoras. Atambayev desalentó públicamente a las mujeres kirugisas a llevar la ropa tradicional islámica, como el Hijab o el Burka, declarando: "Las mujeres en minifalda no se convierten en terroristas suicidas". Durante una conferencia de prensa, Atambayev defendió su postura, argumentando que estaba defendiendo las costumbres nacionales del pueblo kirguís de una posible "arabización" del país debido al fuerte conservadurismo social impuesto por la fe islámica. Estos comentarios provocaron que Atambayev fuera duramente criticado en las redes sociales.

### Conflicto con Erdogan
Ese agosto de 2016, rechazó las advertencias del Presidente de Turquía, Recep Tayyip Erdoğan, quien le comunicó que la organización terrorista Fethullahist (abreviada Feto) estaba planeando perpetuar un golpe de Estado en su contra, similar al intento de hacer lo mismo en Turquía tan solo un mes atrás. Atambayev alegó que tal rumor era absurdo, que no era necesario incitar al pánico, y que, si la administración de Erdoğan estaba tan preparada, se hubiera dado cuenta del intento de golpe en su propio país. El 23 de diciembre, Atambayev recibió la visita del presidente iraní, Hasan Rouhani, siendo Kirguistán el último país de la gira del mandatario por Asia Central, en el marco de las tentativas recientes de Irán de mejorar relaciones con la Unión Económica Euroasiática. Durante la reunión, Atambayev afirmó que culpar del terrorismo a una religión o grupo étnico sería "inaceptable", y acordó con su homólogo iraní fortalecer la cooperación en la lucha contra el terrorismo, el crimen organizado y el tráfico de drogas imperante en la región.

### Memoria de la revuelta de Asia Central de 1916

El único monumento al levantamiento de 1916 en Asia, inaugurado bajo Atambayev

Almazbek Atambayev es el único presidente de Asia Central en la historia de la región que honró la memoria de las víctimas de la masacre de 1916 llevada a cabo por las tropas punitivas del Imperio ruso. Este acontecimiento, conocido como Urkun o Revuelta de Asia Central de 1916, fue una página trágica en la historia de la región. La inauguración del monumento se convirtió en un símbolo de respeto y memoria de aquellos terribles acontecimientos. Las acciones de Atambayev subrayaron la importancia de la memoria histórica y la unidad frente a las injusticias del pasado, y la decisión fue vista como un paso significativo hacia la reconciliación nacional y el fortalecimiento de la identidad de los pueblos de Asia Central.
En 2015, Almazbek Atambayev abandonó el uso de la cinta de San Jorge, que se utilizaba en los países postsoviéticos y en Rusia, como símbolo de la memoria del levantamiento de 1916. Esto provocó protestas entre la población de habla rusa en Kirguistán.
El 17 de septiembre de 2016, los Presidentes de Kirguistán - Almazbek Atambayev, Rusia - Vladímir Putin, Armenia - Serzh Sagsian y el primer ministro de Moldavia Pavel Filip honraron la memoria de las víctimas depositando flores en el monumento conmemorativo a los asesinados en 1916 en Ata -Complejo conmemorativo de Beyit.
En octubre de 2017, el presidente de Kirguistán, Almazbek Atambayev, firmó una ley que establecía, en memoria del levantamiento y el éxodo del pueblo kirguiso, el “Día de la Historia y el Recuerdo de los Ancestros”, que se celebraba los días 7 y 8 de noviembre.

### Fin del mandato. Conflicto con Nazarbayev

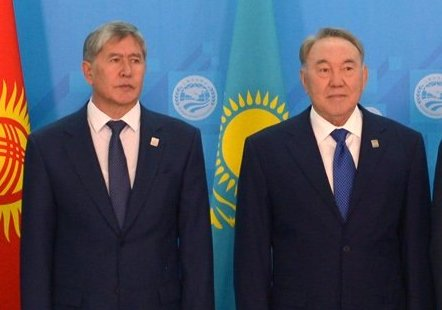
Atambáyev junto a Nursultán Nazarbáyev, presidente de Kazajistán. En los últimos meses de su presidencia, Atambáyev acusó a Nazarbáyev de apoyar a la oposición en las elecciones presidenciales.

Las siguientes elecciones presidenciales estaban programadas para el 19 de noviembre de 2017. Sin embargo, dado que el presidente de Kirguistán es elegido mediante un sistema de dos vueltas, y que el mandato de Atambáyev finalizaba el 1 de diciembre, se decidió adelantar los comicios al 15 de octubre en caso de que fuera necesario un desempate entre los dos candidatos más votados. El 20 de agosto, el Partido Socialdemócrata de Kirguistán anunció la candidatura del primer ministro Sooronbay Jeenbekov a la presidencia. Su principal contrincante sería Omurbek Babanov, del partido Respublika–Ata Zhurt (fusión del Partido Respublika de Kirguistán y la organización Ata-Zhurt, cuyo candidato Kamchybek Tashiyev había sido derrotado por Atambáyev en 2011). Además, la oposición acusó al mandatario saliente de interferir demasiado en la campaña electoral a favor del candidato oficialista.
El 20 de septiembre, después de que el Presidente de Kazajistán, Nursultán Nazarbáyev, se reuniera con Babanov, el Ministerio de Asuntos Exteriores de Kirguistán acusó a Kazajistán de interferir en la campaña electoral y de apoyar a Babanov, lo cual fue rápidamente negado por el gobierno kazajo. También acusó a los funcionarios de Kazajistán de ser corruptos al saquear los ingresos de los pensionistas. El 9 de octubre de 2017, Atambayev anunció que no asistiría a la cumbre de jefes de Estado de la Comunidad de Estados Independientes en Sochi, para evitar encontrarse con Nazarbáyev. Durante el resto de la campaña y después de las elecciones, Atambáyev mantuvo una postura desafiante hacia Kazajistán, lo cual fue visto como un problema en materia de política exterior que al nuevo presidente kirguís le tocaría heredar una vez que Atambáyev se retirara.
Las elecciones tuvieron lugar el 15 de octubre, siendo los primeros comicios presidenciales competitivos en la región. A pesar de esto, no faltaron denuncias de fraude electoral, compra de votos e intimidación a los votantes. Con este escenario, Jeenbekov obtuvo una cómoda victoria con el 54.22% de los votos (un evidente declive con respecto a la victoria de Atambáyev) contra el 33.49% obtenido por Babanov, que quedó en segundo lugar, reduciéndose drásticamente la diferencia de porcentajes entre los dos candidatos más votados. El resultado fue reconocido por la Comisión Electoral y Jeenbekov fue declarado presidente electo el 30 de octubre. Atambáyev entregó pacíficamente el cargo el 24 de noviembre, realizando la primera transición entre dos presidentes democráticamente electos en la historia de Asia Central.

Atambayev decidió rechazar un segundo mandato presidencial y respetar la Constitución, a pesar de que Putin y Nazarbayev le pidieron que permaneciera en el poder:
El Presidente ruso Vladimir Putin y el Presidente kazajo Nursultan Nazarbayev me pidieron que me quedara para un segundo mandato, pero les expliqué que no podía porque nuestra gente es diferente. Elegirá el que considere más digno. Después de las elecciones al Jogorku Kenesh no hubo ni una sola manifestación. Por supuesto, hay hechos cuando algunos ciudadanos venden sus votos, pero en general la situación en las elecciones ya no es la misma que antes.

## En oposición y intentos de asesinato

Asalto a la casa de Atambaev por parte de las fuerzas armadas

Atambayev sobrevivió a varios intentos de asesinato en su vida. Durante el período de trabajo (marzo de 2007 – noviembre de 2007) como primer ministro de la República Kirguisa, se llevó a cabo un intento de asesinato mediante envenenamiento el 11 de mayo de 2007 contra Almazbek Atambaev. Como confirmaron más tarde los médicos turcos del hospital médico militar en Ankara, el envenenamiento fue causado por un veneno de origen desconocido. Almazbek Atambayev sugirió: "Probablemente tengo muchos enemigos ahora. Hay muchos ofendidos, aparentemente. Debido a mis intentos de nacionalizar la planta de materiales semiconductores Kristall, me amenazan con violencia física". Se supuso que personas de la administración presidencial podrían estar involucradas en el envenenamiento de Atambayev, como el hijo del presidente y gran empresario Maxim Bakiyev y el hermano del presidente Janysh Bakiyev, quien se desempeñaba como vicepresidente del Comité Estatal.
En las elecciones presidenciales de julio de 2009, donde Atambaev fue el único candidato del bloque de oposición unida, Almazbek Atambaev fue envenenado nuevamente en la víspera de una reunión con votantes en el distrito de Bazarkorgon de la región de Jalalabad. Después del desayuno en un hotel local, el único candidato de la oposición partió para una reunión programada con los votantes, pero se sintió mal en el camino. Según las explicaciones del opositor, no podía imaginar a qué conduciría la enfermedad y, por lo tanto, no canceló la reunión. Pero al salir del automóvil, Almazbek Atambayev sintió una pérdida de coordinación de movimientos. "Se sentía terrible, sus uñas se pusieron marrones, vomitaba y estaba mareado", dijo el portavoz de Atambayev, Zhomart Saparbayev. Atambaev fue nuevamente tratado en Turquía.
Kursan Asanov, viceministro de Asuntos Internos y jefe de la operación de arresto de Atambaev, dijo que durante la tormenta de su residencia en agosto de 2019, cuando más de mil representantes de las fuerzas del orden asaltaron su casa en la aldea de Koy-Tash, había una orden de "no tomar al expresidente Atambaev vivo".
Durante los eventos de octubre de 2020, durante el mitin de la oposición unida, liderada por Almazbek Atambayev y Omurbek Babanov, el automóvil de Almazbek Atambayev fue tiroteado con balas. El video del intento de asesinato se volvió viral en las redes sociales.

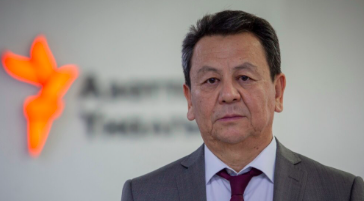
El exjefe de los servicios especiales Suvanaliev calificó la detención de Atambayev como el resultado de los acuerdos políticos entre las anteriores autoridades de Kirguistán

Según Suvanaliev, expresidente del Comité Estatal de Seguridad Nacional, la detención de Atambayev se debió a la necesidad de eliminar a un oponente político; además, las autoridades anteriores exigieron el encarcelamiento de las víctimas de los sucesos de Koi-Tash como condición para la transferencia del poder. Además, las autoridades dictaron detenciones en gran escala de miembros de la oposición el 10 de octubre de 2020.

## Controversias

### Decisiones en el ámbito de la libertad de expresión y las ONG
Después de la Revolución, Kirguistán se convirtió en el primer país de Asia Central en despenalizar la difamación y en garantizar la libertad de prensa en su constitución. Sin embargo, el insulto a funcionarios públicos sigue siendo un delito.
Sin embargo, Atambaev se opuso a tal ley. También renunció a todos los fondos ganados en juicios por difamación contra medios sin escrúpulos. Almazbek Atambayev también se opuso a las demandas de los diputados para cerrar las ONG o regular estrictamente sus actividades en el país.

### Supuesta concentración de poderes

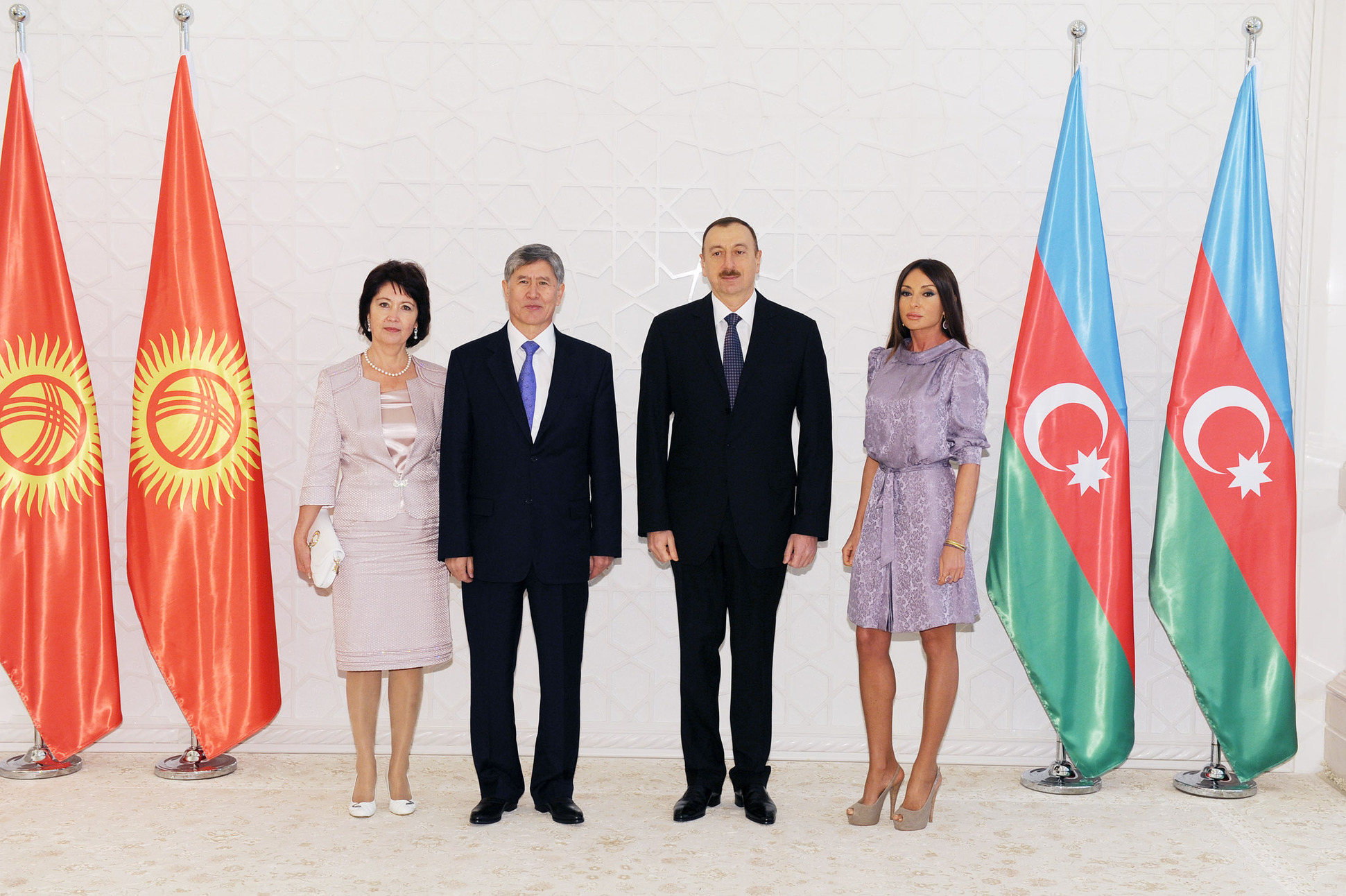
Raísa Atambáyeva, Almazbeк Atambáyev, Ilham Alíyev y Mehribán Alíyeva en 2012

El 24 de octubre de 2016, el Partido Socialdemócrata de Kirguistán, Partido de Atambáyev, abandonó la coalición parlamentaria en el poder, debido a una serie de choques entre los demás partidos. El motivo de esto fue el que Atambáyev impulsara un referéndum constitucional destinado a realizarse el 11 de diciembre con el propósito de darle mayores poderes al primer ministro, aun cuando la vigente constitución aprobada tras la democratización del país impedía que se realizaran más cambios constitucionales antes de 2020.

La oposición vio esto como un intento del Presidente por prolongar su mandato, ya que la constitución le prohíbe ejercer un segundo período, lo que generó sospechas sobre su probable acceso al cargo de primer ministro. El partido Partido Socialista Ata-Meken, que formaba parte de la coalición, se opuso a la reforma debido a que, según su líder, Omurbek Tekebayev, el primer ministro tendría demasiado poder en sus manos. Atambayev argumentó que el poder del primer ministro se puede controlar a través del parlamento, mientras que el presidente no está sujeto a control por ninguna institución popular.
Sin embargo, los expertos internacionales - Carnegie Endowment - evaluaron positivamente la transición a una forma de gobierno parlamentario mediante la reforma constitucional, el fortalecimiento del papel del primer ministro y el parlamento gracias a la reforma constitucional, así como el hecho de que se suponía que estabilizaría la institución del poder en oposición a la creciente propagación de la ideología islamista en el país. Sin embargo, a pesar de los temores de la oposición, Atambayev no asumió el cargo de primer ministro, como prometió.
El referéndum se llevó a cabo el 11 de diciembre de 2016 los cambios constitucionales fueron aprobados con el 83,72% de los votos de aproximadamente el 42%. Los cambios fueron ratificados por Atambáyev el 28 de diciembre.

## Arresto y apoyo internacional
Desde que dejó el cargo el 24 de noviembre de 2017 y entregó la presidencia a su
sucesor y ex primer ministro Sooronbay Jeenbekov, ha servido como jefe del SDPK. En su etapa pospresidencial, volvió a la arena política, criticando principalmente a su propio sucesor. Esta crítica, que comenzó en la primavera de 2018, ha girado principalmente en torno al establecimiento del régimen de clan familiar de Jeenbekov. Por aquel entonces, los medios comenzaron a deslumbrar con titulares sobre el régimen de clan familiar de Jeenbekov y docenas de sus parientes en el aparato estatal más alto, embajadas y parlamento. El 17 de marzo, expresó su arrepentimiento diciendo: "Me disculpo con todos por haber llevado a esta persona al poder".
El 9 de agosto de 2019, las fuerzas especiales arrestaron ilegalmente a Almazbek Atambayev y a la oficina del Partido Socialdemócrata de Kirguistán junto con el canal de televisión de abril, que expresaba la agenda de la oposición a la población. Todos los documentos del partido, todo el equipo organizativo y otras propiedades pertenecientes al Partido Socialdemócrata de Kirguistán fueron confiscados ilegalmente. Después de obtener información sobre los miembros del SDPK en todo el país en las computadoras y servidores del SDPK, los servicios especiales comenzaron a llamar a todos los miembros del SDPK en todo el país para interrogatorios y ejercieron una fuerte presión. La población del país, comprendiendo lo absurdo de las acusaciones contra el expresidente Atambayev y evaluando sensatamente los ataques de las autoridades al SDPK, como presión sobre la oposición, se puso del lado del 
expresidente Atambayev.

Con el presidente del Gobierno español, Pedro Sánchez, tras su salida de prisión

El 8 de julio de 2022, la comunidad internacional (63 partidos políticos de todo el mundo) emitió una declaración que decía que “la forma en que el ex presidente ha sido detenido, juzgado y condenado viola sus derechos legales y humanos como acusado, viola el Código Penal de Kirguistán e infringe las normas judiciales internacionales”. A pesar de la necesidad de dos operaciones en el esófago, la necesidad de las cuales fue concluida por el Centro Nacional de Cardiología del estado, donde se examinó a Atambayev, estas operaciones no se han llevado a cabo hasta el día de hoy. A Atambayev se le diagnosticó esófago de Barrett. Más tarde fue liberado con el apoyo del primer ministro español Pedro Sánchez y trasladado a España para operaciones médicas. Atambayev fue absuelto en todos los casos penales en su contra.